# باریک‌خدنگ
باریک‌خدنگ (نام علمی: Galerella) نام یک سرده از تیره خدنگ است.

## گونه‌ها
- خدنگ باریک آنگولایی, Galerella flavescens
- خدنگ باریک, Galerella sanguinea
- خدنگ خاکستری دماغه, Galerella pulverulenta
- خدنگ باریک سومالیایی, Galerella ochracea
- Galerella nigrata